# Pavel Kouba
Pavel Kouba (* 23. dubna 1953 Písek) je současný český filosof fenomenologické orientace.

## Život
V 70. letech vystudoval germanistiku a rusistiku na FF UK; v téže době se účastnil bytových seminářů Jana Patočky, jehož díla později spoluvydával. Pracoval jako knihovník, od 90. let působí jednak v Centru teoretických studií, jednak jako profesor na Ústavu filosofie a religionistiky na FF UK. Spolupracovnicí je mu i jeho žena – překladatelka a fotografka Věra Koubová. Udržoval přátelství s kritikem Přemyslem Blažíčkem.

## Dílo
Věnuje se především problémům fenomenologie a hermeneutiky a interpretaci myšlenek filosofů 19. a 20. století (Immanuel Kant, Friedrich Nietzsche, Martin Heidegger, Hans-Georg Gadamer, Hannah Arendtová); nejdůkladněji se věnuje Nietzschovi, jehož mnohdy rozporuplné či navzájem nesouvisející myšlenky se snaží vykládat v celkové souvislosti. Zároveň je překladatelem některých Nietzschových spisů, podílel se také na překladu Heideggerova ústředního díla Bytí a čas.